# タマラ・ブイコワ
タマラ・ブイコワ （Tamara Vladimirovna Bykova、ロシア語: Тамара Владимировна Быкова、1958年12月21日 - ）は、ソビエト連邦の陸上競技選手。女子走高跳の元世界記録保持者であり、1988年ソウルオリンピック女子走高跳の銅メダリストである。西ドイツのウルリケ・マイフェルトとしばしば白熱した対決を演じた。
ブイコワは、1980年モスクワオリンピックに出場するもベストとは程遠く1.88mで9位という記録に終わっている。1982年のヨーロッパ陸上選手権で、ブイコワは1.97mで2位に終わっている。このとき優勝したのがマイフェルトで2.02mの世界新記録であった。
1983年のヨーロッパ室内陸上で、ついにブイコワは、2.03mの室内世界新を樹立した。夏におこなわれた第1回世界陸上でも、ブイコワはマイフェルトとともに1.99mをクリアし、両者2.01mに挑戦したものの、成功したのはブイコワだけで、第1回の世界チャンピオンはブイコワに輝いた。さらに、同年、ロンドンでおこなわれたヨーロッパカップでは、マイフェルトが2.03mの屋外世界新記録を樹立した直後、ブイコワも2.03mを成功するという世界新の競演となった。しかし試技数で、マイフェルトが勝り勝利を逃した。その4日後、今度はイタリアの競技会で対決したが、ブイコワは2.04mの世界新記録を樹立し勝利した。
翌年、ロサンゼルスオリンピックの直前、すでに不参加が決まっていたブイコワは2.05mの世界新記録を樹立する。オリンピックではマイフェルトが金メダルを獲得している。
1988年ソウルオリンピックでは、すでにブイコワは全盛期を過ぎていたが、オリンピックではじめてのメダルである銅メダルを獲得した。

## 主な実績
| 年   | 大会                   | 場所                         | 種目   | 結果 | 記録   |
| ---- | ---------------------- | ---------------------------- | ------ | ---- | ------ |
| 1981 | ユニバーシアード       | ブカレスト（ルーマニア）     | 走高跳 | 3位  | 1.94m  |
| 1981 | IAAF陸上ワールドカップ | ローマ（イタリア）           | 走高跳 | 2位  | 1.96m  |
| 1982 | ヨーロッパ陸上選手権   | アテネ（ギリシャ）           | 走高跳 | 2位  | 1.97 m |
| 1983 | ユニバーシアード       | エドモントン（カナダ）       | 走高跳 | 1位  | 1.98m  |
| 1983 | 世界陸上選手権         | ヘルシンキ（フィンランド）   | 走高跳 | 1位  | 2.01m  |
| 1985 | IAAF陸上ワールドカップ | キャンベラ（オーストラリア） | 走高跳 | 2位  | 1.97m  |
| 1987 | 世界陸上選手権         | ローマ（イタリア）           | 走高跳 | 2位  | 2.04m  |
| 1988 | オリンピック           | ソウル（韓国）               | 走高跳 | 3位  | 1.99m  |
| 1989 | 世界室内陸上選手権     | ブダペスト（ハンガリー）     | 走高跳 | 2位  | 2.00m  |
| 1989 | IAAF陸上ワールドカップ | バルセロナ（スペイン）       | 走高跳 | 2位  | 1.97m  |
| 1991 | 世界室内陸上選手権     | セビリア（スペイン）         | 走高跳 | 2位  | 1.97m  |

## 自己ベスト
- 走高跳（屋外）　2m05 (1984年6月22日、世界歴代9位)
- 走高跳（室内）　2m03 (1983年3月6日)